# Gnaphalopoda porosa
Gnaphalopoda porosa är en skalbaggsart som beskrevs av Blackburn 1907. Gnaphalopoda porosa ingår i släktet Gnaphalopoda och familjen Melolonthidae. Inga underarter finns listade i Catalogue of Life.